# Astronidium
Astronidium é um género botânico pertencente à família Melastomataceae.